# Orkan (Schiff, 1942)
ORP Orkan (G90) war ein Zerstörer der polnischen Exil-Marine im Zweiten Weltkrieg. Das Kriegsschiff wurde ursprünglich für die Royal Navy als HMS Myrmidon (G90) der M-Klasse gebaut, aber am 18. November 1942 von der polnischen Marine unter dem Namen Orkan in Dienst gestellt.
Nach einer Dienstzeit von gut zehn Monaten ging die Orkan am 8. Oktober 1943 im Nordatlantik bei der Verteidigung des Geleitzuges SC 143 verloren, als sie vom deutschen U-Boot U 378 torpediert wurde. Bei der größten Katastrophe in der Geschichte der polnischen Marine starben 178 polnische und 20 britische Seeleute.

## Geschichte des Zerstörers
Der Bauauftrag für zwei Zerstörer der „M- oder Marne-Klasse“ ging am 7. Juli 1939 an Fairfields in Govan, die ein Nachbau der im März 1938 bestellten acht Zerstörer der L-Klasse sein sollten und von denen bei der Auftragsvergabe noch keiner vom Stapel gelaufen war. Drei weitere Werften erhielten gleichzeitig die Aufträge zum Bau der übrigen sechs Boote. Mit den Zerstörern dieser beiden Aufträge sollte eine neue Hauptbewaffnung einführt werden, denn sie sollten ein weiterentwickeltes 120-mm-Geschütz in einer ebenfalls neuen, turmähnlichen Lafette erhalten, das eine bessere Bekämpfung von Luftzielen versprach.

### Baugeschichte
Die Zerstörer der L-Klasse wurden erheblich später als ursprünglich geplant in Dienst genommen. Hauptgrund war der hohe Reparaturbedarf der Royal Navy in den beiden ersten Kriegsjahren. Dazu standen die neuen Waffen nicht in ausreichender Zahl zur Verfügung, so dass frühzeitig entschieden wurde, vier der L-Boote mit erprobten 102-mm-Mk-XVI-
Zwillingsgeschützen auszustatten. Erstes Boot mit den neuen 120-mm-Mk-XI-Kanonen war die ebenfalls bei Hawthorn Leslie gebaute Lightning, die als viertes Boot am 28. Mai 1941 in Dienst kam.
Die acht Boote des zweiten Auftrags wurden alle mit den neuen Geschützen fertiggestellt. Erstes Boot im Dienst war die am 30. Oktober 1940 auf den High Walker Yard von Vickers Armstrong vom Stapel gelaufene Marne, die am 2. Dezember 1941 in den Dienst kam. Die Fairfield-Bauten der Klasse gehörten beide zu den spät fertiggestellten Booten.
Die Bauwerft lieferte eine Vielzahl verschiedener Bauten. Bei der Auftragsvergabe hatte sie zwei von ihr zu bauende Zerstörer der J- und K-Klasse noch nicht abgeliefert. Die Aufträge für zwei Nachbauten als N-Klasse wurden begonnen und 1939 erhielt die Werft in Govan auch noch Aufträge für fünf kleinere Zerstörer des Kriegsbauprogramms. Diese Boote wurden alle vor dem ersten Boot der M-Klasse der Werft fertiggestellt. Dazu baute die Werft noch Leichte Kreuzer der Dido-Klasse, den 1942 vom Stapel laufenden Flugzeugträger Implacable und lieferte am 29. August 1942 das Schlachtschiff Howe ab. Dazu kamen noch kleinere Einheiten, wie zwei Geleitzerstörer vom Typ Hunt III oder Sloops vom Typ Black Swan.
Die Myrmidon lief am 2. März 1942 als 15. Boot der Klasse vom Stapel. Noch während der Werkserprobung wurde sie dann von der polnischen Marine übernommen und am 18. November als Orkan in Dienst gestellt.

### Einsatzgeschichte

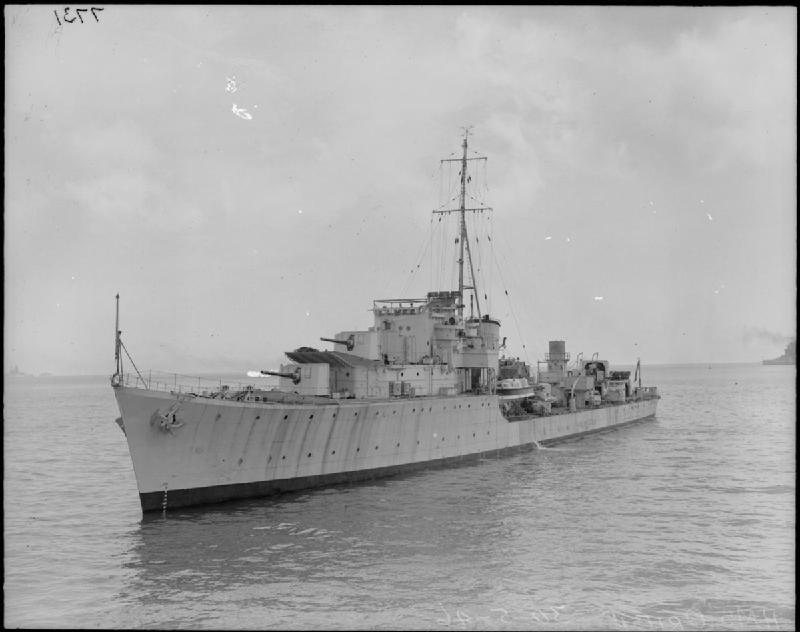
Die Oribi
mit 120-mm-Geschützen

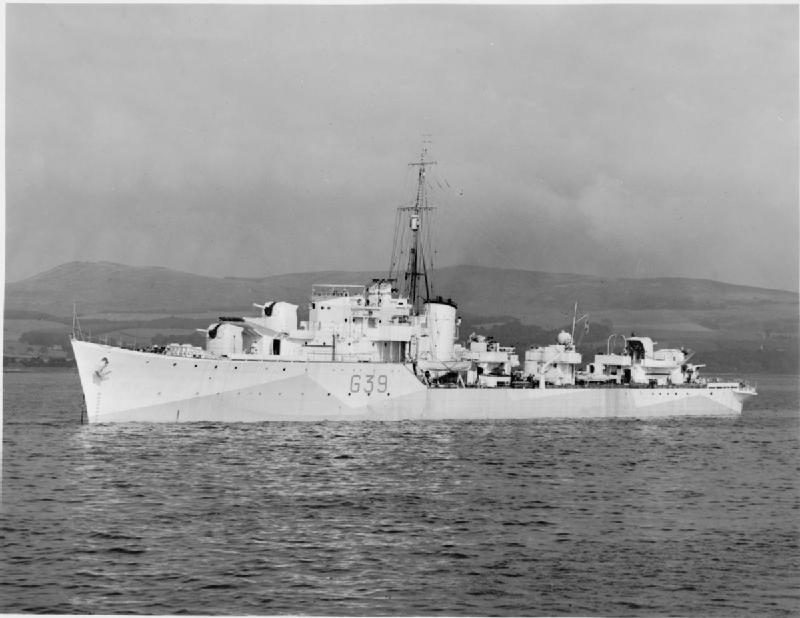
Die Obdurate
mit 102-mm-Geschützen

Die Orkan verlegte Anfang Dezember 1942 zur Home Fleet nach Scapa Flow und trainierte ihre Mannschaft in der 17. Zerstörerflottille mit Onslow und der auch bei Fairfield gebauten Oribi sowie den auch erst gerade in den Dienst gekommenen Minenlegern der O-Klasse Opportune, Obdurate, Orwell und Obedient.
Ab dem 23. Januar 1943 erfolgte der erste Einsatz der Orkan bei der Fernsicherung des Nordmeergeleitzuges JW 52 nach Murmansk um das Schlachtschiff Anson und den Kreuzer Sheffield mit sieben anderen Zerstörern. Der Verband sicherte auch noch den Geleitzug RA 52 in der Gegenrichtung.
JW 53, der folgende Konvoi nach Osten stach am 15. Februar in See. Bei schwerem Sturm mussten sechs Dampfer in Island Schutz suchen und der für die Luftsicherung vorgesehene Geleitträger Dasher und der Kreuzer Sheffield mussten mit erheblichen Sturmschäden umkehren. Von dem Anfangs umfangreicheren Geleitschutz blieb eine „Through Escort Group“ mit einem Minensucher, vier Korvetten und einem Trawler beim Konvoi. Von Seyðisfjörður stieß am 19. Februar eine „Fighting Escort Group“ mit dem Kreuzer Scylla und dreizehn Zerstörern (neben der Orkan noch Milne, Orwell, Opportune, Obedient, Obdurate, Faulknor, Boadicea, Inglefield, Fury, Intrepid, Impulsive, Eclipse) zum Konvoi. Die deutsche Luftaufklärung entdeckte JW 53 am 23.; bei schwerem Wetter wich der Konvoi den deutschen U-Boot-Aufstellungen aus, da die Zerstörer diese mit ihren Peilgeräten rechtzeitig erkennen konnten bzw. die folgende Angriffe frühzeitig erkannten und verhindern konnten. Zwei Angriffe von Junkers Ju 88 der I./KG 30 führten nur zur Beschädigung eines Frachters. Drei sowjetische Zerstörer und weitere Sicherungsboote nahmen den Geleitzug auf, der mit 18 Schiffen am 26. vor dem Kolafjord eintraf. Sechs Schiffe liefen weiter ins Weiße Meer. Die in Murmansk eingelaufenen Frachter wurden mehrfach von Junkers Ju 87 der I./StG 5 und Ju 88 angegriffen. Ein Frachter wurde vernichtet und vier schwer beschädigt.

Die Scylla übernahm mit der Orkan, neun weiteren Zerstörern, drei Korvetten und zwei Trawlern, darunter die in Deutschland gebaute HMS Northern Pride, die Geleitsicherung des am 1. März mit 30 Schiffen nach Westen auslaufenden Konvois RA 53, der schon am 2. von U 255 entdeckt und begleitet wurde. Der Fühlungshalter versenkte am 5. die US-amerikanische Executive (4978 BRT) und torpedierte einen weiteren Frachter, der weitermarschieren konnte. Ein Angriff von zwölf Ju 88 der I./KG 30 am 6. scheiterte im starken Abwehrfeuer. Ein starker Sturm zerstreute dann den Geleitzug, bei dem ein US-Frachter zerbrach und sank. Am 9. versenkte U 586 die amerikanische Puerto Rican und am 10. U 255 die von ihm bereits torpedierte Richard Bland (7191 BRT). Die Zusammenführung der zerstreuten Schiffe wurde wesentlich durch das Radar des Schlachtschiffes King George V. unterstützt.

Im April und Mai wurde die Orkan dann in Support Groups zur Sicherung von Nordatlantik-Geleitzügen eingesetzt. Im Juni wurde sie zu speziellen Jagdgruppen kommandiert, die in der Biskaya schon aus den Stützpunkten in West-Frankreich auslaufende U-Boote bekämpfen sollten. Sie arbeitete in der Regel mit den kanadischen Zerstörern Athabaskan und Iroquis zusammen.
Im Juli überführte der Zerstörer die sterblichen Überreste des polnischen Premierministers Władysław Sikorski von Gibraltar nach England. Nach einer Überholung des Bootes in Hull bildete die Orkan die „Support Group 3“ mit dem Schwesterboot Musketeer, der Oribi und der Orwell.

### Das Ende derOrkan
Die Support Group lief am 7. Oktober 1943 zum von acht U-Booten angegriffenen Geleitzug SC 143. Beim Angriff auf das von der Musketeer eingepeilte U-Boot U 758 am 8. verfehlt ein Torpedo des U-Bootes den Zerstörer knapp.
Um 07:05 Uhr wurde die Orkan dann südöstlich Grönlands bei Position 56° 8′ N, 27° 5′ W von dem deutschen U-Boot U 378 torpediert und sank innerhalb weniger Minuten. Die Musketeer konnte 44 Überlebende retten. 178 polnische und 20 britische Seeleute fanden den Tod. Die Versenkung der Orkan war die größte Katastrophe in der Geschichte der polnischen Marine.

## Kommandanten
- 18. November 1942 – 8. Oktober 1943: komandor porucznik[7] Stanisław Hryniewiecki